# 大都市帶

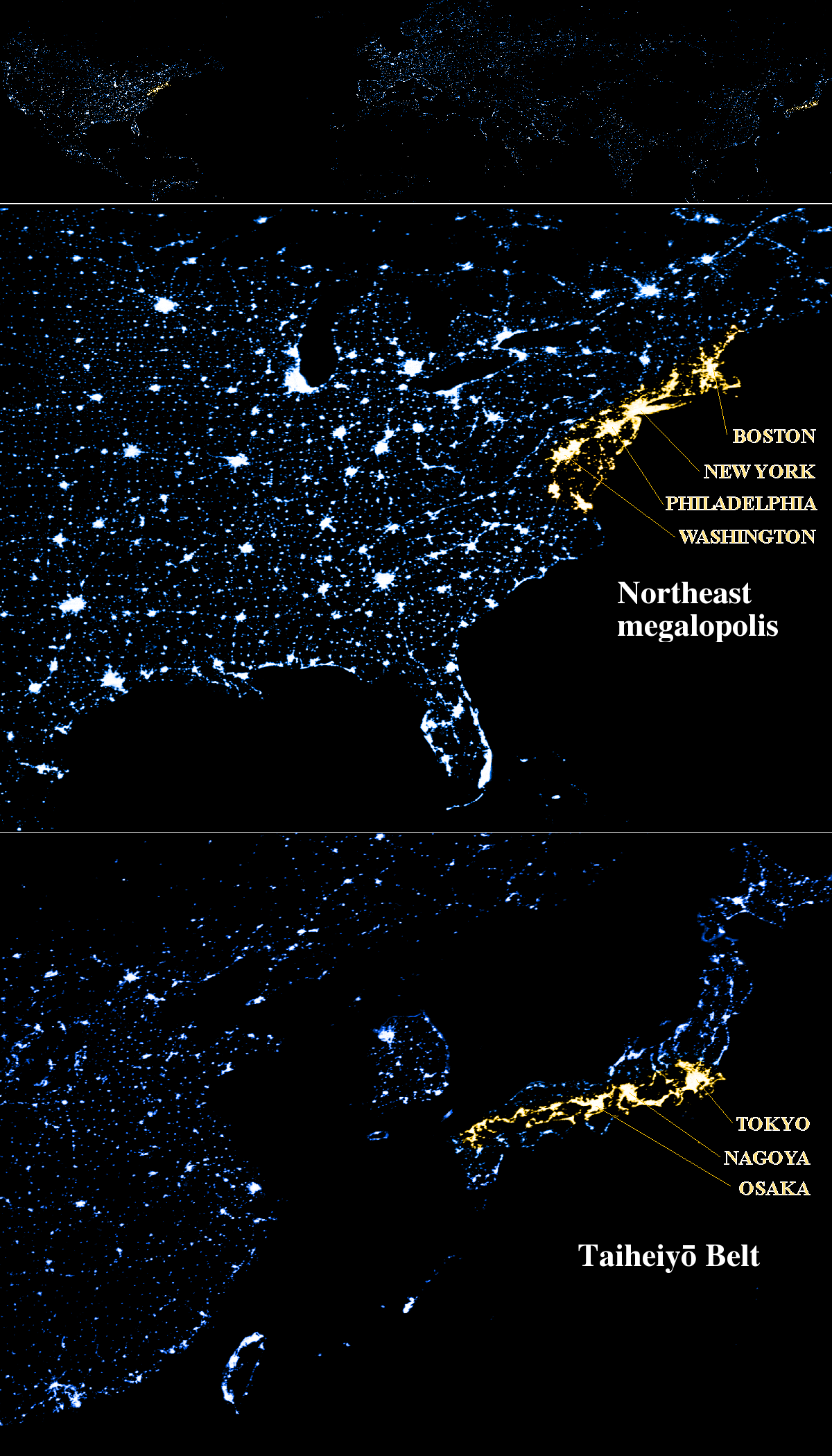
上為美國波士頓-華盛頓城市帶，下為日本太平洋工業帶

大都市帶（英語：megalopolis，亦作megapolis、megaregion或supercity），又译大都市、城市群，通指大致相鄰的都會區的鏈，它們可能在某種程度上分離，也可能連成一片連續的城市區域。
世界主要的大都市有美國的波士頓-華盛頓城市帶、五大湖区城市群，中国的长三角城市群和粵港澳大灣區，日本的首都圈、京阪神等。

## 詞語歷史
帕特里克·格迪斯在1915年出版的《进化中的城市》（Cities in Evolution）中、奧斯瓦爾德·斯賓格勒在1918年出版的《西方的没落》一书中分別使用了“megalopolis”这一术语；刘易斯·芒福德在1938年的《城市文化》（The Culture of Cities）一书中将其描述为城市过度发育和社会衰退的第一阶段。后来，簡·戈特曼在其1961年具有里程碑意义的研究《Megalopolis: The Urbanized Northeastern Seaboard of the United States》（大都市带：城市化的美国东北海岸）中使用该词描述美国东北沿海的大都市区，该大都市区自马萨诸塞州的波士顿起，经纽约、费城和巴尔的摩，止于华盛顿特区和弗吉尼亚州北部。后者有时被称为“波士华大都市带”（BosWash megalopolis）。该术语被解释为“超级城市”（supercity）的意思。

## 定義
大都市帶一詞的英文為“megalopolis”，有時亦作“megapolis”，來自希臘語的（mégas，意為“大”）和（pólis，意為“都市”），字面意思即「大都市」（另見巨型都市）。由於希臘語中為陰性，因此從詞源上看，更合理的拼法是“megalopolis”。从字面上看，希腊语中的megalopolis指一个尺度夸张的城市，其中前缀megalo-代表了一定程度的夸张。
大都市带是指城市的集群网络。戈特曼将其人口定为2500万。Doxiadis将小型的大都市区定义为人口约1000万的相似集群。区域规划协会的一个项目“美国2050”列出了美国和加拿大的11个megaregion（字面意思为“大区”）。2005年7月弗吉尼亚理工大学大都会研究所的Robert E. Lang和Dawn Dhavale的报告深入研究了美国的大都市区。后来Lang和Nelson在2007年的一篇论文中使用了20个大都市区，并分为10个megaregion。该概念基于原始的Megalopolis模型。
现代互联互通的地面交通走廊，如铁路和公路，往往有助于大都市区的发展。英语中，使用这些通勤通道在大都市区中旅行被非正式地称作“megaloping”。该词由Davide Gadren和Stefan Berteau创造。
在巴西，和大都市带“megaregion”同源的葡萄牙語單詞（字面意思為「大區」）有法定的含義，并且不同於「大都市帶」。另見（中區）和（小區）。
在中国，“城市群”和“都市圈”等术语曾长期混用。1998年的《城市规划基本术语标准》（GB/T 50280-98）将城市群定义为“一定地域内城市分布较为密集的地区”，英文翻译为“agglomeration”，但实际上该词的意思是市区，其尺度小于都市圈，而都市圈尺度小于城市群。

## 世界主要城市群列表
全球主要城市群分布：
| 城市群               | 生产总值 (10亿美元) | 人均 (美元) | 人口 (百万) | 面積 (平方公里) | 人口密度 (每平方公里) | 數據年份 |
| -------------------- | ------------------- | ----------- | ----------- | --------------- | --------------------- | -------- |
| 北美五大湖城市群     | 4,500               | 52,933      | 85          | 480,000         | 177                   | 2017     |
| 美东北城市群         | 4,400               | 79,000      | 56          | 156,000         | 390                   | 2017     |
| 长三角城市群         | 3,790               | 13,636      | 220         | 211,700         | 763                   | 2018     |
| 日本太平洋沿岸城市群 | 3,382               | 48,314      | 70          | 35,000          | 2000                  | 2017     |
| 西欧城市群           | 2,530               | 55,000      | 46          | 145,000         | 317                   | 2019     |
| 關東地方             | 1,941               | 44,946      | 43          | 32,423          | 1,326                 | 2010     |
| 紐約都會區           | 1,772               | 74,707      | 24          | 30,000          | 688                   | 2018     |
| 粤港澳大湾区         | 1,765               | 25,213      | 66          | 56,000          | 1,182                 | 2020     |
| 长江中游城市群       | 1,690               | 13,500      | 125         | 298,400         | 495                   | 2020     |
| 京津冀城市群         | 1,314               | 11,640      | 112         | 217,156         | 515                   | 2020     |
| 洛杉矶都会区         | 1,252               | 65,309      | 19          | 87,490          | 212                   | 2017     |
| 成渝地区             | 1,030               | 10,925      | 95          | 185,000         | 254                   | 2020     |
| 倫敦通勤帶           | 851                 | 58,991      | 14          | 8,382           | 1,680                 | 2017     |
| 法蘭西島大區         | 801                 | 66,000      | 12          | 12,012          | 997                   | 2013     |
| 韓國首都圈           | 770                 | 30,000      | 24          | 11,704          | 2,017                 | 2010     |
| 舊金山灣區           | 758                 | 80,011      | 9           | 17,384          | 545                   | 2017     |
| 京阪神都會區         | 660                 | 34,144      | 19          | 11,701          | 1,484                 | 2010     |
| 芝加哥特都會區       | 689                 | 77,840      | 9           | 28,120          | 509                   | 2017     |